# 작은부레관해파리
작은부레관해파리(—管—, 학명: Physalia physalis), 또는 고깔해파리는 피살리아 속에 속하는 종으로, 대서양과 인도양에서 발견되는 해양 히드로충류로 해파리들과 비슷하게 생겼지만 해파리들과는 분류상 거리가 멀다. 몸이 마치 포르투갈식 범선과 비슷하게 생겼기 때문에 영어에서는 포르투기스 맨오워(영어: Portuguese man o' war)라고 칭한다.
작은부레관해파리는 Physalia 속의 유일한 종이며 , Physalia속은 Physaliidae 과에 속하는 유일한 속이다. 여러 바다에 널리 분포하며 길이는 갓의 길이가 10cm, 높이가 5cm 정도로 매우 작다. 작은부레관해파리는 해양 표면에 서식하는 유기체 군집인 수표생물(neuston)의 구성원이다. 수많은 미세한 독성 세포인 자포 세포(cnidocyte)를 지니고 있어 물고기를 죽일 만큼 강력한 통증을 일으키며, 경우에 따라서는 사람에게도 치명적일 수 있다. 겉보기에는 해파리와 유사하지만 해파리와 같은 다세포생물이 아니라 군체 생물로, 군체에서 서로 다른 역할을 분담하는 폴립 또는 개충(個蟲, Zooid)이라 불리는 생물 단위로 이루어진 동물이다. 작은부레관해파리를 이루는 개충들은 서로 밀접하게 연결되어 있으며, 따로따로 살아갈 수는 없어 서로 의존적인 관계를 형성하고 군체 내에서 협력하여 다세포생물 개체와 같은 생명 활동을 가능하게 한다. 개충들의 형태는 서로 매우 다르지만, 하나의 개체에 속한 모든 개충 개체들은 유전적으로 동일하다. 이들 주체 개체는 사냥, 소화, 번식 등 각기 특화된 기능을 수행하며, 함께 모여 하나의 개체처럼 작동한다.

## 어원
작은부레관해파리의 영어 명칭인 Man o' War 라는 이름은 군함을 뜻하는 영어 단어인 Man-of War 에서 유래되었으며, 작은부레관해파리는 돛을 완전히 펼친 포르투갈식 범선과 유사하게 생겼다.

## 분류학
블루보틀(The bluebottle), 태평양 작은부레관해파리 또는 인도 - 태평양 작은부레관해파리(Pacific man o' war or Indo-Pacific Portuguese man o' war)는 작은 부표와 하나의 긴 촉수로 구별되며 , 원래 같은 속 ( P. utriculus )의 별개의 종으로 간주되었다. 이 이름은 2007년부터 P. physalis와 동의어로 사용되었으며, 현재는 같은 종의 지역적 형태로 간주된다.

## 설명
작은부레관해파리는 다른 모든 관해파리처럼 P. physalis도 군체 생물(colonial organism)로, 하나의 개체는 기포체(pneumatophore)라 불리는 큰 가스가 채워진 구조물 아래에 매달린 여러 작은 단위(개충, zooid)로 이루어져 있다.
작은부레관해파리에는 일곱 가지 서로 다른 형태의 동물체가 존재하며, 이들은 모두 소화 개충(gastrozooid), 번식 개충(gonozooid), 사냥 개충(dactylozooid)과 같이 각기 다른 기능을 수행하며 상호 의존적으로 생존한다. 네 번째 유형의 동물체는 기포체이다.
기포체(bladder)는 작은부레관해파리에서 가장 눈에 띄는 부분이다. 가스로 채워진 반투명 구조물은 분홍색, 보라색 또는 파란색을 띠며, 길이는 9 ~ 30cm이고, 수면 위로는 최대 15cm까지 솟아오른다. 기포체는 부력 장치이자 돛의 역할을 하여, 작은부레관해파리가 바람을 타고 이동할 수 있게 해 준다. 기포체 속 가스는 주로 주변 대기에서 확산된 공기이지만, 동물이 능동적으로 생성하는 일산화탄소가 최대 13%까지 함유되어 있다. 만약 포식자의 공격을 받을 경우, 기포체를 가라앉혀 일시적으로 잠수할 수 있다.
주요 번식 동물체인 생식체(gonophores)는 가지 모양의 구조인 생식샘(gonodendra)에 위치하며, 정자나 난자를 생산한다. 생식체 외에도 각 생식샘에는 보조 소화 동물체인 생식보조체(gonozooids), 분리된 생식총이 헤엄칠 수 있게 한다고 추정되는 헤엄체(nectophores), 기능이 불분명한 퇴화된 헤엄체(젤리 폴립, jelly polyps)등이 함께 포함되어 있다.

## 분포
작은부레관해파리(P. physalis)는 주로 열대 및 아열대 지역의 전 세계 해양에서 발견되지만 가끔 온대 지역의 해양에서도 발견된다.

## 서식지
작은부레관해파리(P. physalis)는 수면과 공기 사이 경계면에서 부유하며 서식하는 생물 군집인 표층생물(neuston)의 일원이다. 이 군집은 강렬한 자외선에 장기간 노출되고, 탈수 위험에 처하며, 거친 해상 조건을 견뎌야 하는 독특한 환경에 노출된다. 가스가 채워진 기포체(pneumatophore)는 물 표면에 떠 있고, 나머지 몸체는 물속에 잠겨 있다. 작은부레관해파리는 자체적인 추진 수단이 없어 바람, 해류, 조류에 의해 수동적으로 이동하며, 바람에 의해 만(bay)이나 해변으로 밀려들기도 한다. 종종 작은부레관해파리 한 마리를 발견한 뒤 주변에서 여러 마리를 더 찾아내기도 한다. 작은부레관해파리의 촉수가 주는 고통스러운 쏘임으로 해변 이용객들에게 잘 알려져 있다. 해변에 밀려온 작은부레관해파리는 여전히 쏘임을 일으킬 수 있어, 발견 즉시 해당 해변이 폐쇄되기도 한다.

## 독성
작은부레관해파리의 촉수에 있는 독이 가득한 자포는 작은 물고기와 다른 먹이를 마비시킬 수 있다. 떨어져 나간 촉수와  해안에 떠밀려 온 것을 포함한 죽은 개체는 물속의 살아 있는 작은부레관해파리의 촉수와 마찬가지로 고통을 줄 수 있으며 유기체가 죽거나 촉수가 떨어져 나간 후에도 몇 시간 또는 며칠 동안 강력한 효과를 유지할 수 있다.
쏘이면 보통 사람에게도 심한 통증을 유발하며, 통증은 1~3시간 지속된다. 피부에 붉은 채찍 같은 융기가 나타나 쏘인 후 2~3일 동안 지속된다. 경우에 따라 독이 림프절로 이동하여 기도 폐쇄, 심장 질환, 호흡 곤란 등 알레르기 반응과 유사한 증상을 유발할 수 있다. 다른 증상으로는 발열, 순환계 쇼크가 있을 수 있으며, 극단적인 경우 사망에 이를 수도 있지만 이는 극히 드문 경우이다. 많은 촉수에 노출된 사람은 통증이 극심해지거나 3시간 이상 지속되거나 호흡이 어려워지면 통증을 완화하거나 기도를 확보하기 위해 의료 처치가 필요할 수 있다. 어린아이의 몸통을 촉수가 완전히 감싸는 경우 치명적일 수 있다.
작은부레관해파리는 매년 여름 호주에서 최대 10,000건의 인간 쏘임 사고를 유발하는데, 특히 호주 동해안에서 많이 발생하고 일부는 남호주와 서호주 해안에서 발생한다.

### 쏘임 치료
작은부레관해파리의 쏘임은 채찍에 맞은 상처와 유사한 길고 얇고 열린 상처가 특징인 심각한 피부염을 초래할 수 있다. 이러한 상처는 충격이나 절단 작용으로 인해 발생하는 것이 아니라 촉수에 있는 자극성 두드러기 유발 물질로 인해 발생한다.
작은부레관해파리 쏘임 통증에 대한 치료는 45°C의 물에 20분간 담그는 것이다. 상자해파리에서 발견되는 자포 세포과 작은부레관해파리의 자포 세포는 다르게 반응한다. 자포세포는 식초를 사용하면 더 많은 독을 방출할 수 있다.

## 군체성
작은부레관해파리는 군체 생물(colonial organism)로 묘사되는데, 그 이유는 군체를 이루는 개별 개충(zooid)들이 진화적으로 폴립(polyp) 또는 해파리(medusa)에서 유래했기 때문이다. 자포동물문(cnidaria)의 두 가지 기본 체형인 폴립과 해파리 체형이 각각 군체 내에서 분화된 것이고, 비군체성 자포동물에서는 해파리는 해파리 체형, 말미잘은 폴립 체형과 같이 두 체형이 각각 독립된 개체 전체를 이룬다. 그러나 작은부레관해파리의 모든 개충은 동일한 단일 수정란에서 발생하여 유전적으로 동일하며, 평생 동안 생리학적으로 연결되어 함께 기능함으로써 하나의 생물체, 즉 하나의 기관처럼 작용한다. 따라서 생태학적 관점에서는 작은부레관해파리가 하나의 개체이지만, 발생학적 관점에서는 다수의 개체로 이루어져 있다.
대부분의 관해파리(siphonophore) 종은 매우 연약하여 온전한 상태로 채집하기 어렵다. 그러나 작은부레관해파리(P. physalis)는 관해파리중에서 가장 접근하기 쉽고 눈에 잘 띄며 튼튼하여, 작은부레관해파리에 관한 연구가 풍부하게 이루어졌다. 작은부레관해파리(P. physalis)의 발생 과정, 형태 및 군체 구조는 다른 관해파리와 매우 다르다. 또한 작은부레관해파리의 구조적 특징, 발생학적 발달 및 조직학은 여러 연구자들에 의해 면밀히 조사되었으며, 이들 연구는 작은부레관해파리(P. physalis)의 형태학, 세포 해부학 및 발생 이해를 위한 중요한 기초를 제공한다.

## 생명 주기
작은부레관해파리는 자웅이체(dioecious)로, 각 군체는 수컷 또는 암컷 중 하나다. 정자 또는 난자를 생성하는 생식체(gonophore)는 나무 모양의 구조인 생식지(gonodendron)에 부착되어 있으며, 번식 시 이 구조가 군체에서 분리되는 것으로 추정된다. 짝짓기는 주로 가을에 이루어지며, 이때 생식체에서 방출된 난자와 정자가 물속으로 흩어진다. 야생에서 직접 수정이나 초기 발생 단계가 관찰된 적이 없어, 이 과정이 어떤 수심에서 일어나는지는 아직 알려지지 않았다.
수정된 작은부레관해파리 난자는 플라눌라 유생(planula)으로 발달하며, 성장하면서 새로운 개충(Zooid)을 분열, 발생시켜 점차 새로운 군체를 형성한다. 이 발생 과정은 처음에는 수면 아래에서 일어나며, 해상에서 수집된 여러 단계의 플라눌라 유생을 비교, 재구성하여 밝혀졌다. 가장 먼저 형성되는 두 구조는 기포체(pneumatophore)와 원시 섭식 동물체(protozooid)인데, 후자는 초기 먹이 섭취 기능을 담당한다. 이후에는 소화 동물체(gastrozooid)와 촉수를 가진 동물체가 차례로 추가된다. 궁극적으로 성장한 기포체가 충분한 부력을 얻으면, 미성숙 군체를 수면 위로 떠오르게 한다.